# Alfonso Thiele
Alfonso Thiele (Istanbul, 5 aprile 1920 – Novara, 15 luglio 1986) è stato un pilota automobilistico statunitense.

## Biografia
Pilota con doppia cittadinanza (statunitense ed italiana),  corse per la maggior parte della carriera su vetture sport, partecipando al solo Gran Premio d'Italia 1960 in Formula 1.

## Risultati in Formula 1
| 1960 | Scuderia            | Vettura    |  |  |  |  |  |  |  |  |     |  |  | Punti | Pos. |
| ---- | ------------------- | ---------- |  |  |  |  |  |  |  |  | --- |  |  | ----- | ---- |
| 1960 | Scuderia Centro Sud | Cooper T51 |  |  |  |  |  |  |  |  | Rit |  |  | 0     |      |

| Legenda | 1º posto     | 2º posto | 3º posto    | A punti         | Senza punti/Non class.  | Grassetto – Pole position Corsivo – Giro più veloce |
| Legenda | Squalificato | Ritirato | Non partito | Non qualificato | Solo prove/Terzo pilota | Grassetto – Pole position Corsivo – Giro più veloce |